# No Stress (Marco Mengoni)
No Stress è un singolo del cantautore italiano Marco Mengoni, pubblicato il 6 maggio 2022 come primo estratto dal settimo album in studio Materia (Pelle).

## Video musicale
Il video, diretto da Roberto Ortu, con la fotografia di Francesco Piras ed avente come ambientazione una camera da letto, è stato pubblicato il 9 maggio 2022 attraverso il canale YouTube del cantante.

## Tracce
Testi e musiche di Davide Petrella e Stefano Tognini.
1. No Stress – 2:52

## Classifiche
| Classifica (2022) | Posizione massima |
| ----------------- | ----------------- |
| Italia            | 40                |